# Vadamalapeta
Vadamalapeta là một mandal thuộc huyện Chittoor, bang Andhra Pradesh.